# Saison 2 de Breakout Kings
Chronologie
Saison 1
Cet article présente les dix épisodes de la deuxième saison  de la série télévisée américaine Breakout Kings.

## Distribution de la saison

### Acteurs principaux
- Laz Alonso (VF : Serge Faliu) : Charlie Duchamp
- Brooke Nevin (VF : Natacha Muller) : Julianne Simms
- Domenick Lombardozzi : Ray Zancanelli
- Malcolm Goodwin : Sean « Shea » Daniels
- Serinda Swan : Erica Reed
- Jimmi Simpson : Lloyd Lowery

## Liste des épisodes

### Épisode 1:Une mort injuste
- États-Unis : 4 mars 2012 sur A&E
- Québec : 24 janvier 2013 sur Séries+[1]
- France : 11 avril 2013 sur TF1

- États-Unis : 2,12 millions de téléspectateurs (première diffusion)

### Épisode 2:Le gang des taupes
- États-Unis : 11 mars 2012 sur A&E
- Québec : 31 janvier 2013 sur Séries+[2]
- France : 17 avril 2013 sur TF1

- États-Unis : 1,70 million de téléspectateurs (première diffusion)
- France : 1,80 million de téléspectateurs (première diffusion)

### Épisode 3:L'appât
- États-Unis : 18 mars 2012 sur A&E
- Québec : 7 février 2013 sur Séries+[3]
- France : 18 avril 2013 sur TF1

- États-Unis : 1,59 million de téléspectateurs (première diffusion)

### Épisode 4:Stade terminal
- États-Unis : 25 mars 2012 sur A&E
- Québec : 14 février 2013 sur Séries+[4]
- France : 24 avril 2013 sur TF1

- États-Unis : 1,27 million de téléspectateurs (première diffusion)

### Épisode 5:Le gourou
- États-Unis : 1er avril 2012 sur A&E
- Québec : 21 février 2013 sur Séries+[5]
- France : 24 avril 2013 sur TF1

- États-Unis : 1,44 million de téléspectateurs (première diffusion)

### Épisode 6:Emmy & Claire
- États-Unis : 8 avril 2012 sur A&E
- Québec : 28 février 2013 sur Séries+[6]
- France : 2 mai 2013 sur TF1

- États-Unis : 1,61 million de téléspectateurs (première diffusion)

### Épisode 7:Pour elle
- États-Unis : 15 avril 2012 sur A&E
- Québec : 7 mars 2013 sur Séries+[7]
- France : 2 mai 2013 sur TF1

- États-Unis : 1,39 million de téléspectateurs (première diffusion)

### Épisode 8:Les Mercenaires
- États-Unis : 22 avril 2012 sur A&E
- Québec : 14 mars 2013 sur Séries+[8]
- France : 9 mai 2013 sur TF1

- États-Unis : 1,34 million de téléspectateurs (première diffusion)

### Épisode 9:Les jeux du cirque
- États-Unis : 29 avril 2012 sur A&E
- Québec : 21 mars 2013 sur Séries+[9]
- France : 9 mai 2013 sur TF1

- États-Unis : 1,33 million de téléspectateurs (première diffusion)

### Épisode 10:Jeu de piste
- États-Unis : 29 avril 2012 sur A&E
- Québec : 28 mars 2013 sur Séries+[10]
- France : 16 mai 2013 sur TF1

- États-Unis : 1,33 million de téléspectateurs (première diffusion)